# József Molnár

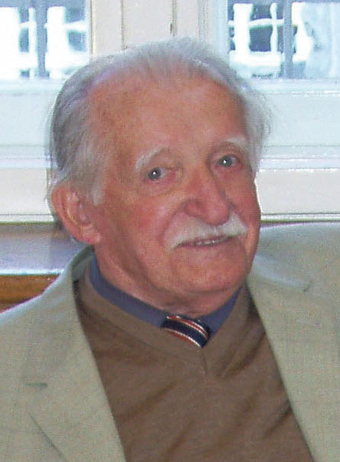
József Molnár (Oktober 2009)

József Molnár (* 27. August 1918 in Budapest; † 1. Dezember 2009 in München) war ein ungarischer Schriftsteller, Journalist, Verleger und Drucker.

## Leben
Die Mutter Maria, geb. Lagler (1886–1943) arbeitete in Budapest als Köchin. Der leibliche Vater ist nicht bekannt. Aufgewachsen ist József in Csepreg bei Verwandten seiner Mutter. Als er 14 Jahre alt war, wurde er von Eugen Molnár adoptiert. So wurde aus József Lagler – József Molnár. Hochbegabt und lernbegierig kam er durch private Förderung auf das Kossuth Lajos Gymnasium in Budapest. Er war einer der besten Absolventen im Abschlussjahr 1938.
Am 1. Dezember 1938 wurde er Mitglied der Sozialdemokratischen Partei Ungarns und bald Sekretär des Jugendausschusses. 1945 schloss er sich der Nationalen Bauernpartei (Nemzeti Parasztpárt) an, in deren Parteileitung er gewählt wurde. 1947 erfolgte sein Parteiaustritt. Im November 1948 verließ er Ungarn und lebte fortan im Exil.

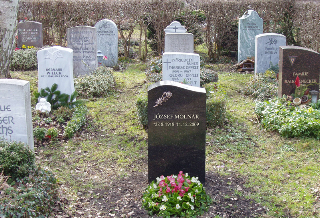
Urnengrab 166-A-U1-142

Im Sommer 1949, inzwischen in der Schweiz angekommen, verdiente er seinen Lebensunterhalt in verschiedenen Firmen als einfacher Arbeiter. Die Emigration führte ihn weiter durch Europa bis nach New York. 1955 wohnte er in einer Pension in München und arbeitete als politischer Kommentator bei Radio Free Europe.
In München lernte er seine spätere zweite Ehefrau kennen. Es war ein Gespräch über den Roman Die Brücke von San Luis Rey von Thornton Wilder, der die beiden zueinander führte. Im November 1959 bezogen sie eine Wohnung im Münchner Osten und heirateten schließlich im September 1965. Sie waren zusammen bis zu jenem Tag, an dem József Molnár nach einem unglücklichen Sturz am 1. Dezember 2009 starb.
Das Urnengrab von József Molnár befindet sich auf dem Münchner Ostfriedhof.

## Wirken

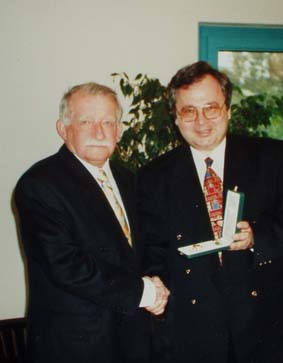
1997 – Generalkonsul László Püspök (r.) überreicht József Molnár (l.) die Auszeichnung

József Molnár gehörte zu der Gruppe Ungarn, die 1950 Látóhatár – eine Zeitschrift für Literatur und Politik – ins Leben rief. Ab 1958 erschien die Zeitschrift dann unter dem Namen Új Látóhatár („Neuer Horizont“). In József Molnárs Druckerei in München wurde sie über Jahrzehnte in herausragender Qualität hergestellt. Sie zählte zu den am meisten geachteten Druckerzeugnissen in ungarischer Sprache aus dem Westen in den Zeiten der Emigration. József Molnár war Spiritus rector der Zeitschrift bis zur letzten Ausgabe im Dezember 1989. Über seinen Verlag Aurora erschienen ab 1963 zahlreiche Bücher mit Werken ungarischer Autoren. József Molnár wurde für sein Lebenswerk mit dem Offizierskreuz des Verdienstordens der Republik Ungarn ausgezeichnet.
József Molnár diente den Buchstaben, wie er es selbst einmal ausdrückte. Er beschäftigte sich über viele Jahre mit den historischen Schriften von Nicolas Kis (1650–1702). Er gründete die Stiftung Misztótfalusi Kis Miklós Múzeumi Alapítvány und war Gründer des Museums in Misztótfalu, das am 8. September 1991 mit großen Feierlichkeiten eingeweiht und der Öffentlichkeit übergeben wurde.
József Molnár war auch Gründungsmitglied der Academia Musicae Pro Mundo Uno in Rom. Mit József Juhar (Theologe und Musikexperte ungarischer Herkunft), der die Akademie 1978 gegründet hat, verband ihn eine jahrelange Freundschaft.

## Auszeichnungen
- 1991 Pro Cultura Hungarica
- 1991 Bethlen Gábor Preis
- 1994 Nagy Imre Gedächtnispreis
- 1997 Offizierskreuz des Verdienstordens der Republik Ungarn

## Schriften
- 1996 Tanulmányok a magyar forradalomról (ISBN 90-8501-069-1)
- 2000 Misztótfalusi Kis Miklós (ISBN 963-506-329-6)
- 2002 Áchim L. András élete és halála (ISBN 963-9337-39-0)
- 2002 A betű szolgálatában. Negyven év az Új Látóhatárért és a nyugati magyar irodalomért. Válogatott írások (ISBN 963-446-230-8)
- 2006 A Szabad Európa Rádió a forradalom napjaiban (ISBN 963-9592-10-2)
- 2009 Életem (Autobiografie) (ISBN 978-3-00-031787-3)